# Bibi et Tina : Quel tohubohu !
Série
Bibi et Tina : Filles contre Garçons
(2016)
Pour plus de détails, voir Fiche technique et Distribution.
Bibi et Tina : Quel tohubohu ! (Bibi und Tina: Tohuwabohu total) est un film allemand réalisé par Detlev Buck, sorti en 2017.

## Synopsis
Bibi et Tina se lient d'amitié avec une jeune Albanaise qui fuit les projets de mariage que ses parents ont pour elle.

## Fiche technique
- Titre : Bibi et Tina : Quel tohubohu !
- Titre original : Bibi und Tina: Tohuwabohu total
- Réalisation : Detlev Buck
- Scénario : Detlev Buck et Elfie Donnelly
- Musique : Bowen Liu
- Photographie : Marc Achenbach
- Montage : Dirk Grau
- Production : Detlev Buck, Christoph Daniel, Marc Schmidheiny, Sonja Schmitt et Kirstin Wille
- Société de production : Boje Buck Produktion, DCM Pictures, Kiddinx Studios et ZDF
- Pays :  Allemagne
- Genre : Fantastique et film musical
- Durée : 106 minutes
- Dates de sortie : 
  -  Allemagne : 23 février 2017

## Distribution
- Lina Larissa Strahl : Bibi Blocksberg
- Lisa-Marie Koroll : Tina Martin
- Fabian Buch : Holger Martin
- Winnie Böwe : Susanne Martin
- Karim Günes : Valentin
- Louis Held : Alexander von Falkenstein
- Lorna Ishema : Nia
- Albert Kitzl : oncle Addi
- Michael Maertens : Falko von Falkenstein
- Salah Massoud : Luan
- Joachim Meyerhoff : Dirk Trumpf
- Ilyes Moutaoukkil : Karim
- Altamasch Noor : Sinan
- Michael Ostrowski : Bauer
- Emilio Sakraya : Tarik Schmüll
- Martin Seifert : Butler Dagobert
- Lea van Acken : Adea / Aladin
- Max von der Groeben : Freddy
- Oktay Özdemir : Ardonis

## Box-office
Le film a enregistré 1,66 million d'entrées en Allemagne.